# Ван дер Граф, Валери
Валери ван дер Граф (нидерл. Valerie van der Graaf, род. 12 февраля 1992 года, Роттердам) — голландская фотомодель, отметившаяся на обложках Vogue, Sports Illustrated Swimsuit Issue и Playboy.

## Карьера
В модельный бизнес она попала в 15 лет благодаря социальной сети — голландской Hyves. Первым менеджером Валери была мама.
В 2012 году появилась на ежегодном календаре Lavazza. Была лицом рекламной кампании Hello, Sailor! марки Wildfox лета 2013 года. Была выбрана журналом Playboy в качестве Playmate of the Month в августе 2016 года.
Проживает в Лондоне.
Валери так характеризует свою профессию:

Лучшее, что мне дала профессия модели, это возможность много ездить по миру, и видеть новые для себя города и страны.— 